# Корма (Добрушский район)
Корма́ (бел. Карма́) — агрогородок в Кормянском сельсовете Добрушского района Гомельской области Беларуси. Административный центр Кормянского сельсовета.

## География

### Расположение
В 17 км на юго-восток от районного центра Добруш, в 45 км от Гомеля и в 12 км от железнодорожной станции Закопытье.

### Гидрография
Река Хоропуть (приток реки Ипуть, в бассейне Днепра).

## Транспортная система
Транспортная связь по автодороге Кузьминичи — Добруш. В населённом пункте 526 жилых домов (2004 год). Планировка состоит из 2 частей. Западная — 2 параллельные улицы, связанные короткой улицей. Восточная, также 2 параллельные улицы, связанные короткой улицей. Застройка двухсторонняя, деревянными домами усадебного типа. В 1986 году построены кирпичные дома на 59 семей, в которых были переселены жители с загрязнённых после катастрофы на Чернобыльской АЭС территорий.

## История
По письменным источникам известна с XVI века, находилась в составе Речицкого повета Минского воеводства ВКЛ, в великокняжеской собственности. В 1640 году село — 5 дымов, 2 службы. С середины XVIII века во владении М. Чарторыйского. После 1-го раздела Речи Посполитой (1772 год) в составе Российской империи, являлась центром волости в Белицком уезде, с 1852 года в Гомельском уезде Могилёвской губернии, с 1919 года Гомельской губернии. В 1775 году в деревне действовали Свято-Покровская церковь, корчма, плотина и водяная мельница на реке. С 1775 году деревня находилась во владении фельдмаршала графа П. А. Румянцева-Задунайского. С 1834 года владение фельдмаршала графа И. Ф. Паскевича. В 1801 году вместо старой построена новая деревянная церковь. В 1816 году в Добрушской экономии Гомельского имения. В 1858 году находилась во владении графа С. И. Паскевича. В 1832 году построена новая кирпичная церковь. Во 2-й половине XIX века открыто народное училище, в котором в 1889 году учились 75 мальчиков и 3 девочки, в 1902 году — 106 мальчиков и 15 девочек. В 1886 году хлебозапасный магазин. В 1897 году — фельдшерский пункт, аптека, 5 ветряных мельниц, корчма, 2 круподёрки, 2 кузницы, 2 производства кирпича. В 1908 году во время пожара сгорело 29 дворов, в 1909 году 75 дворов со всеми постройками и 30 гумен.
Во время германской оккупации в 1918 году в боях погибло 8 партизан. В 1926 году действовали почтовое отделение, лечебный пункт, школа, изба-читальня, ветеринарный участок, отделение потребительской кооперации.
С 8 декабря 1926 года центр Кормянского сельсовета Добрушского, с 4 августа 1927 года Тереховского, с 12 февраля 1935 года Добрушского района Гомельского округа, с 20 февраля 1938 года Гомельской области.
В 1929 году организован колхоз «Оборона».
Во время Великой Отечественной войны в августе 1941 года и сентябре 1943 года оккупанты сожгли 640 дворов и убили 17 жителей. В боях за деревню погибли 10 советских солдат, которые были похоронены в братской могиле в центре деревни. На фронтах и партизанской борьбе погибли 360 жителей деревни. В память о погибших в центре деревни в 1975 году установлена скульптурная композиция.
В 1959 году центр колхоза «Оборона». Размещались мастерская бытового обслуживания, средняя школа, Дворец культуры, библиотека, детский сад-ясли, фельдшерско-акушерский пункт, отделение связи, столовая, магазины.
В 2010 году деревня Корма преобразована в агрогородок.   

## Население

### Численность
- 2005 год — 1141 житель.

### Динамика
- 1775 год — 108 дворов, 854 жителя.
- 1795 год — 956 жителей.
- 1811 год — 224 двора.
- 1816 год — 815 жителей.
- 1834 год — 1152 жителя.
- 1886 год — 261 двор, 1767 жителей.
- 1897 год — 375 дворов, 2612 жителей.
- 1909 год — 506 дворов, 3310 жителей.
- 1926 год — 620 дворов, 2996 жителей.
- 1940 год — 680 дворов
- 1959 год — 2247 жителей (согласно переписи).
- 2004 год — 526 дворов, 1179 жителей.
- 2005 год — 1141 житель.

## Образование
В 1820-е годы по указу графа Михаила Румянцева в Корме, Ути, Кузьминичах и Добруше появились ланкастерские школы. Работали по методу самообучения.

## Культура
- Дом культуры
- Музейная комната ГУО "Кормянская средняя школа"

## События и мероприятия
- Торжества в день памяти святого праведного Иоанна Кормянского (31 мая 2024).

## Достопримечательности
- Покровская церковь и территория в границах ограждения, 2-я половина XIX века (инв. № 311/С-46751), ул. Комсомольская, 2а[5][6][7] —  Историко-культурная ценность Республики Беларусь, шифр 313Г000259. В Свято-Покровской церкви, построенной в 1832 году, хранятся мощи святого Иоанна Кормянского. Храм в плане имеет крестообразную форму и в пятигранную апсиду с боковыми ризницами.
- Здание бывшего купеческого дома (XIX век), ул. Советская, 8 —  Историко-культурная ценность Республики Беларусь, шифр 313Г000260.

### Памятник, скульптура
- Братская могила (1943) —  Историко-культурная ценность Республики Беларусь, шифр 313Д000261.
- Памятник землякам, погибшим в Великой Отечественной войне.
- Бюст Ивана Шамякина (выполнен скульпторами Дмитрием и Иваном Поповыми). Выполнен из бронзы и установлен на гранитно-мраморный постамент (2006).
- Мемориальная доска Ивану Шамякину в честь его 95-летия на здании Кормянской сельской библиотеки, носящей имя знаменитого земляка (2016).

## Известные лица
- Калинин, Николай Артемович — советский кинорежиссер.
- Кижнерова, Зинаида Петровна — Герой Социалистического Труда.
- Терешков, Алексей Дмитриевич — советский военачальник, Герой Советского Союза[8].
- Шамякин, Иван Петрович — белорусский писатель, сценарист и драматург, общественный деятель.
- Шевченко, Аким Михайлович — белорусский советский художник-живописец.
- Бурый, Андрей Фёдорович — командир партизанского отряда. Председатель исполкома горсовета депутатов трудящихся в Барановичах (июль 1944 — июнь 1945). С 1945 года директор совхоза «Красная Звезда».
- Шафранский, Тимофей Потапович — инженер зелёного строительства, старший научный сотрудник Академии коммунального хозяйства, кандидат сельскохозяйственных наук.